# 三栋镇
三栋镇，是中华人民共和国广东省惠州市惠城区下辖的一个乡镇级行政单位。

## 行政区划
三栋镇下辖以下地区：
新兴社区、陶前村、坝山口村、莲塘村、上洞村、木沥村、鹿颈村、沙澳村、官桥村、竹仔园村和田心村。

## 历史建筑
2013年，惠州市人民政府公布了惠州市第一批历史建筑名单，其中教育建筑2处，为三栋镇鹿颈村演达小学和三栋镇坝山口村养志小学。